# Врбаска бановина
Врбаска бановина била је једна од девет бановина Краљевине Југославије које су основане 3. октобра 1929. године. Њено сједиште је било у Бањој Луци, а укључивала је дијелове данашње Босне и Херцеговине и Хрватске. Име је добила по ријеци Врбас и, као и све бановине Југославије, намјерно није била заснована на историјским и етничким границама. Први и најпознатији бан био је Светислав Тиса Милосављевић.
Врбаска бановина је имала своје представнике у Сенату (3), Народном представништву (25) и Банском вијећу (35). Обухватала је подручја бивше Врбаске и Бихаћке области, те дијелове Травничке, Тузланске и Приморско-Крајишке. Њена територија, површине 20.900 km², била је подијељена на нижа управна подручја: срезове (24), среске испоставе (8) и општине (161).

## Живот у Врбаској бановини
Значајни градови били су Бања Лука и Бихаћ, а важније вароши Нови Град, Дервента, Приједор, Градишка, Козарска Дубица, Добој, Грачаница и Брод. За вријеме постојања бановине (до Априлског рата 1941. године), на овом простору су постигнути велики успјеси у развоју саобраћаја, пољопривреде, образовања, здравства, културе, туризма и физичке културе.
Простор на којем је формирана Врбаска бановина, доживио је свој процват у доба бановине. Бањалука постаје модеран, европски град, као и културни и привредни центар.
Туризам се такође успјешно развија, чинећи да Врбаска бановина буде веома посјећена. Најпосјећенији град у периоду 1935 - 1940. био је Јајце, а на другом мјесту бањско љечилиште Слатина код Бањалуке. Знатан број посјетилаца био је из средње и западне, а нешто мање из јужне Европе.
Година 1930-их, градови Врбаске бановине добијају расвјету, телефон, електричну и водоводну мрежу (које су касније адаптиране и проширене), као и путне везе са осталим бановинама Краљевине Југославије, али и осталим земљама Европе.

## Историја
Оснивањем бановине Хрватске (1939), њој су припојена и два среза која су се до тада налазила на сјевероистоку Врбаске бановине, Дервентски и Градачачки. Године 1941. Врбаску бановину, као и цијелу краљевину Југославију, окупирале су силе Осовине. Бановина је укинута, а њена територија је у цјелости припојена Независној Држави Хрватској. Након Другог свјетског рата, у Социјалистичкој Југославији бановина је подијељена између СР Босне и Херцеговине и СР Хрватске, којој је припао мањи дио на сјеверозападу (Дворски срез). Данас највећи дио територије Врбаске бановине припада Републици Српској, а Бања Лука, која је била сједиште бановине, данас је главни град Републике Српске.

## Становништво
Према попису из 1931. године на њеној територији било је 1.037.382 становника, од којих је 50,96% мушкараца и 49,04% жена. Православно становништво је било доминантно са 57,89% од укупног броја, 24,13% су чинили муслимани, 16,66% католици, 0,36% протестанти, 0,11% Јевреји и 0,85% остали.
| православна       | 609.527   |
| римокатоличка     | 172.787   |
| евангелистичке    | 3.377     |
| остале хришћанске | 9.245     |
| исламска          | 250.265   |
| без конфесије     | 1.179     |
| УКУПНО            | 1.037.382 |

## Управна подручја
Управна подручја у оквиру Врбаске бановине чинила су 24 среза и 161 општина. Срезови:
| - Бањалучки, - Бихаћки, - Босанскограховски, - Градишки, - Градачачки, - Грачанички, - Гламочки, - Добојски, | - Дворски, - Дервентски, - Дубички, - Јајачки, - Кључки, - Крупски, - Которварошки, - Мркоњићки, | - Маглајски, - Новљански, - Приједорски, - Прњаворски, - Петровачки, - Сански, - Теслићки и - Цазински. |

## Банови
Банови Врбаске бановине у периоду 1929—1941. су били:
| Портрет | Ред | Име и презиме (Датум рођења и смрти) | Почетак мандата   | Крај мандата   | Странка |
| ------- | --- | ------------------------------------ | ----------------- | -------------- | ------- |
|         | 1.  | Светислав Милосављевић (1882—1960)   | 9. октобар 1929   | 18. април 1934 |         |
|         | 2.  | Драгослав Ђорђевић                   | 1934              | 1935           |         |
|         | 3.  | Богољуб Кујунџић (1887—1949)         | 1935              | 1937           |         |
|         | 4.  | Тодор Лазаревић                      | 25. децембар 1937 | 22. март 1938  |         |
|         | 5.  | Петар Цветковић (вд.)                | 22. март 1938     | 1939           |         |
|         | 6.  | Гојко Ружић (вд.)                    | 1939              | 1941           |         |
|         | 7.  | Никола Стојановић (1880—1964)        | 1941              | 1941           |         |

## Галерија
- Карта Врбаске бановине (1929—1941)
- Карта Врбаске бановине (1937)
- Административна подјела Краљевине Југославије 1929. и 1939.
- Бански двор у Бањој Луци
- Печат и штембиљ бана Врбаске бановине Музеј Републике Српске